# Allmänna institutet å Manilla för dövstumma och blinda församling
Allmänna institutet å Manilla för dövstumma och blinda församling var en församling i nuvarande Stockholms stift i nuvarande Stockholms kommun. Församlingen uppgick 1879 i Hedvig Eleonora församling.

## Administrativ historik
Församlingen bildades 1864 genom en utbrytning ur Djurgårdens landsförsamling och uppgick 1879 i Hedvig Eleonora församling.